# Lacconectus fulvescens
Lacconectus fulvescens là một loài bọ cánh cứng trong họ Bọ nước. Loài này được Motschulsky miêu tả khoa học năm 1855.